# Сизелинна
Си́зелинна, также кладбище Си́зелинна (эст. Siselinna kalmistu) — комплекс кладбищ в Таллине, Эстония. Находится в микрорайоне Юхкентали района Кесклинн. Расположен в южной части Таллина, в полукилометре к западу от Тартуского шоссе. Площадь — 18 га. Внесён в Государственный регистр памятников культуры Эстонии как . Регистровый адрес кладбища — улица Тоонела 7, адрес конторы — улица Тоонела 5.
Военное кладбище Таллина в состав комплекса Сизелинна не входит. Оно курируется Министерством обороны Эстонии, в настоящее время считается мемориальным, и захоронения на нём не производятся.

## История
Исторически кладбище Сизелинна включало в себя 6 кладбищ:

— Александро-Невское кладбище, основанное в 1775 году,

— кладбище Вана-Каарли, основанное в 1864 году,

— Военное кладбище, основанное в конце второго десятилетия XX века,

— Еврейское кладбище (XVIII век),

— Мухаммедовское кладбище (XVIII век),

— Польское кладбище, основанное в 1844 году и ликвидированное в советский период.
Каждое из кладбищ внешне полностью отличалось от остальных. За более чем 200 лет существования здесь нашло своё последнее пристанище большое число известных личностей — государственных, общественных, военных и церковных деятелей, деятелей культуры и спорта.
В 1856 году на Александро-Невском кладбище была построена небольшая каменная церковь во имя Александра Невского, разрушенная в ходе бомбардировки Таллина 9 марта 1944 года. Недалеко от бывшего места её расположения сохранилась часовня из красного кирпича, .
В настоящее время комплекс включает в себя 2 кладбища:
- Александро-Невское кладбище (место захоронения православных русских),
- кладбище Вана-Каарли (место захоронения эстонцев).

### Александро-Невское кладбище
Самое большое кладбище комплекса: его площадь составляет 13,01 га.

### Кладбище Вана-Каарли

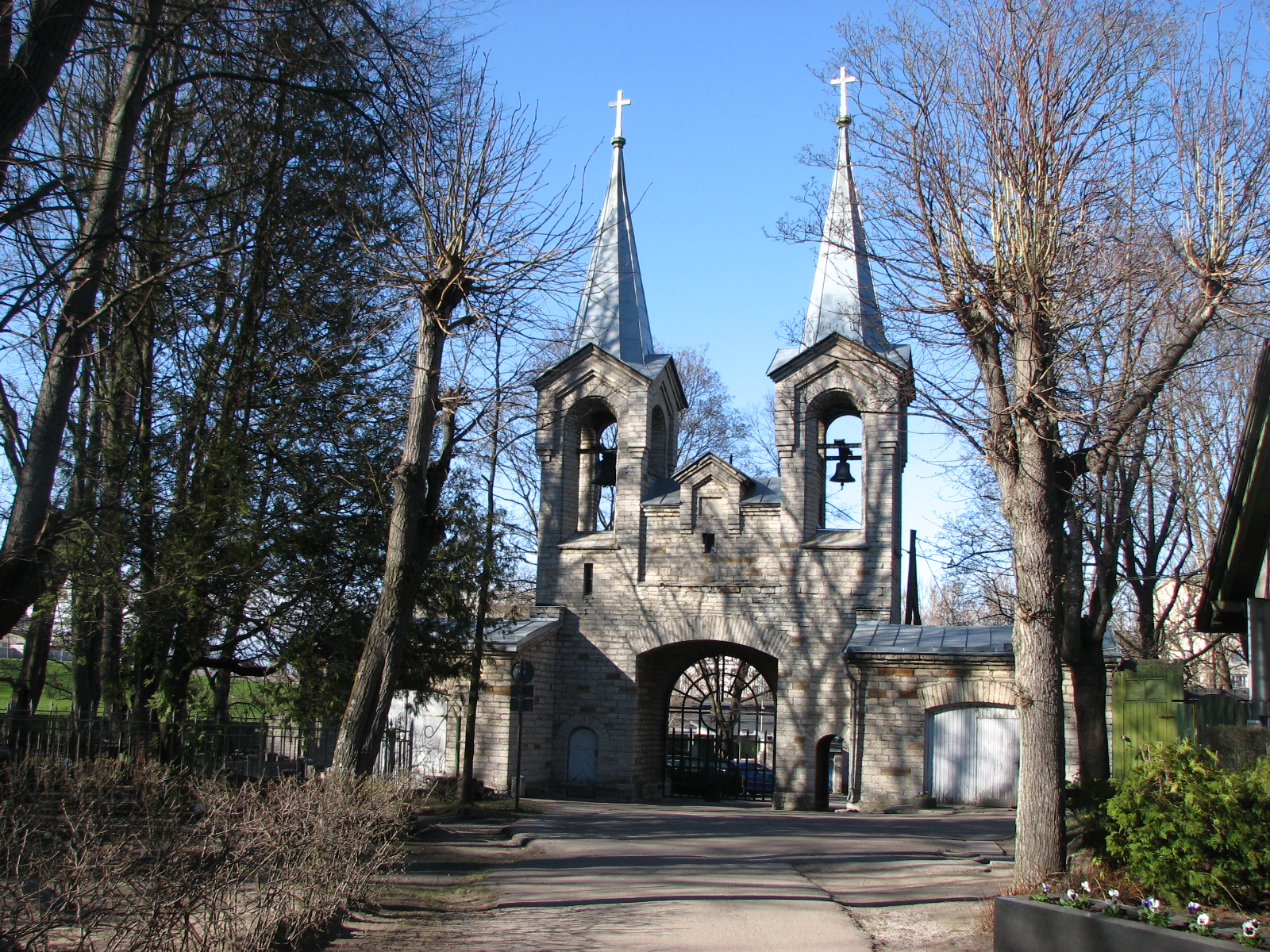
Ворота-часовня кладбища Вана-Каарли

Основано в 1864 году (нем. Der Dom-Karls Kirchhof), использовалось приходом Каарли Таллинского Домского собора. От Александро-Невского кладбища его отделяет высокая стена из плитняка, в северной части которой есть большой проём, через который проходит широкая дорога. Главные ворота кладбища возведены в 1893 году и представляют собой ворота-часовню; это строение отдельно внесено в Государственный регистр памятников культуры Эстонии как .
Кладбище Вана-Каарли имеет архаичную среду, сохранились надгробные памятники более чем столетней давности, несколько крестов из известняка и кованого железа, относящиеся в XIX веку. Здесь захоронено несколько важных общественных и культурных деятелей, чьи надгробные памятники охраняются как памятники культуры.

## Захоронения выдающихся общественных деятелей, деятелей культуры и церкви

### Общественные, государственные и военные деятели
- Яан Поска (1866—1920) — эстонский юрист и государственный деятель;
- Карл Карк[эст.] (1883—1924) — эстонский инженер, министр путей сообщения в правительстве Фридриха Акеля
- Аугуст Кристал[эст.] (1866—1925) — эстонский скрипичный мастер;
- Георг Леец (1896—1975) — эстонский военный деятель и историк;
- Яан Лыо[эст.] (1872—1939) — эстонский юрист и поэт;
- Прийт Нигула[эст.] (1899—1962) — эстонский дирижёр;
- Густав Пихлакас[эст.] (1864—1937) — эстонский издатель, владелец книжного магазина;
- Эрнест Пыддер (1879—1932) — российский и эстонский военный деятель, генерал-майор;
- Яан Раамот (1873—1927) — агроном, эстонский политик;
- Ханс Треуманн[эст.] (1905—1974) — эстонский художник, историк литературы;
- Ханс Тийсманн[эст.] (1829—1886) — миссионер и учитель;
- Йохан Унт[эст.] (1876—1930) — эстонский военачальник;
- Эрнест Хийс[эст.] (1872—1964) — мастер рояльных дел, основатель Эстонской фабрики роялей;
- Отто Аугуст Штрандман (1875—1941) — эстонский политик и дипломат.

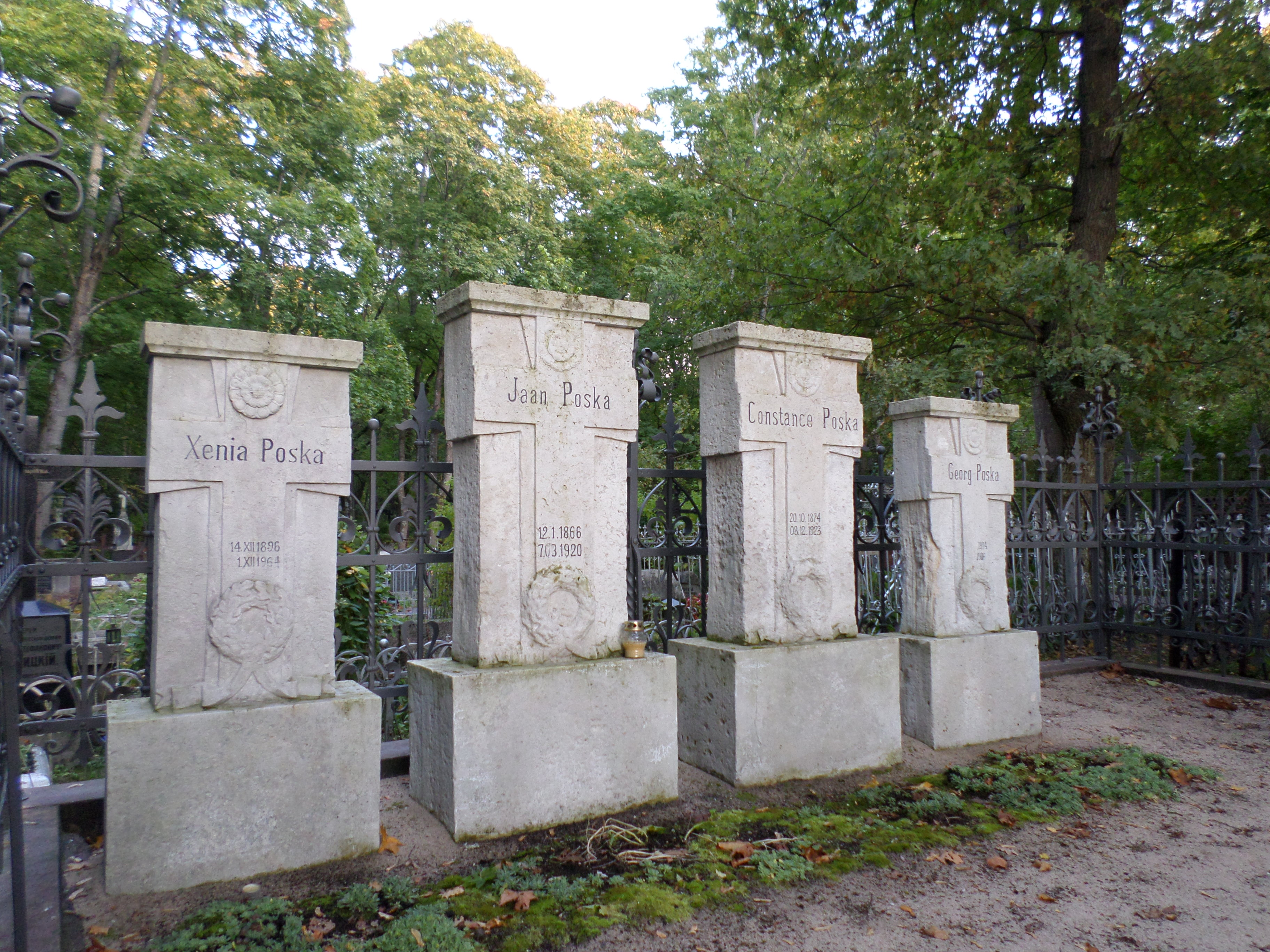
Могила Яана Поски и членов его семьи
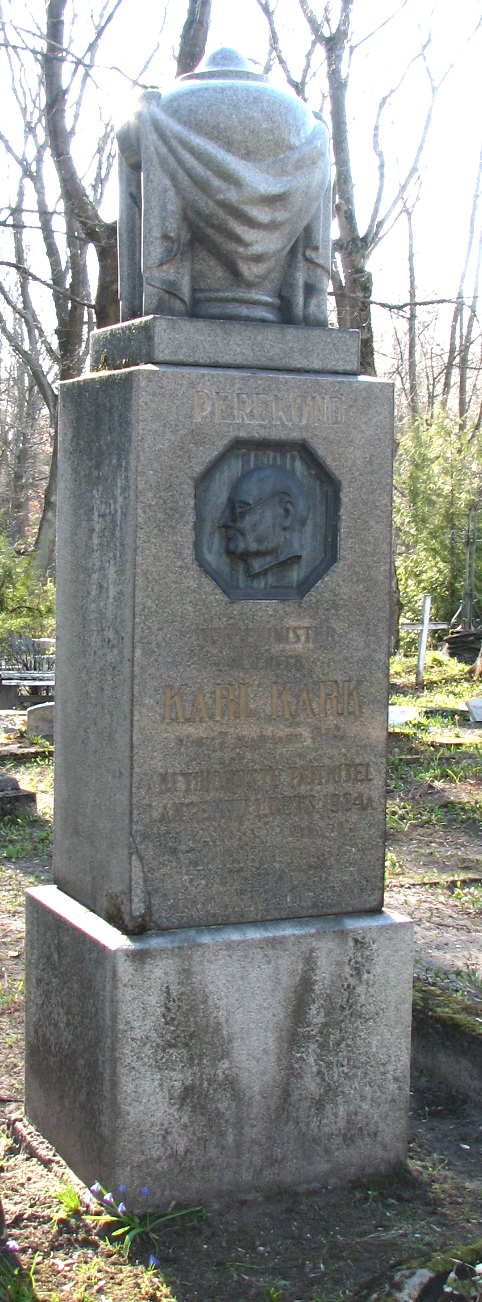
Могила Карла Карка
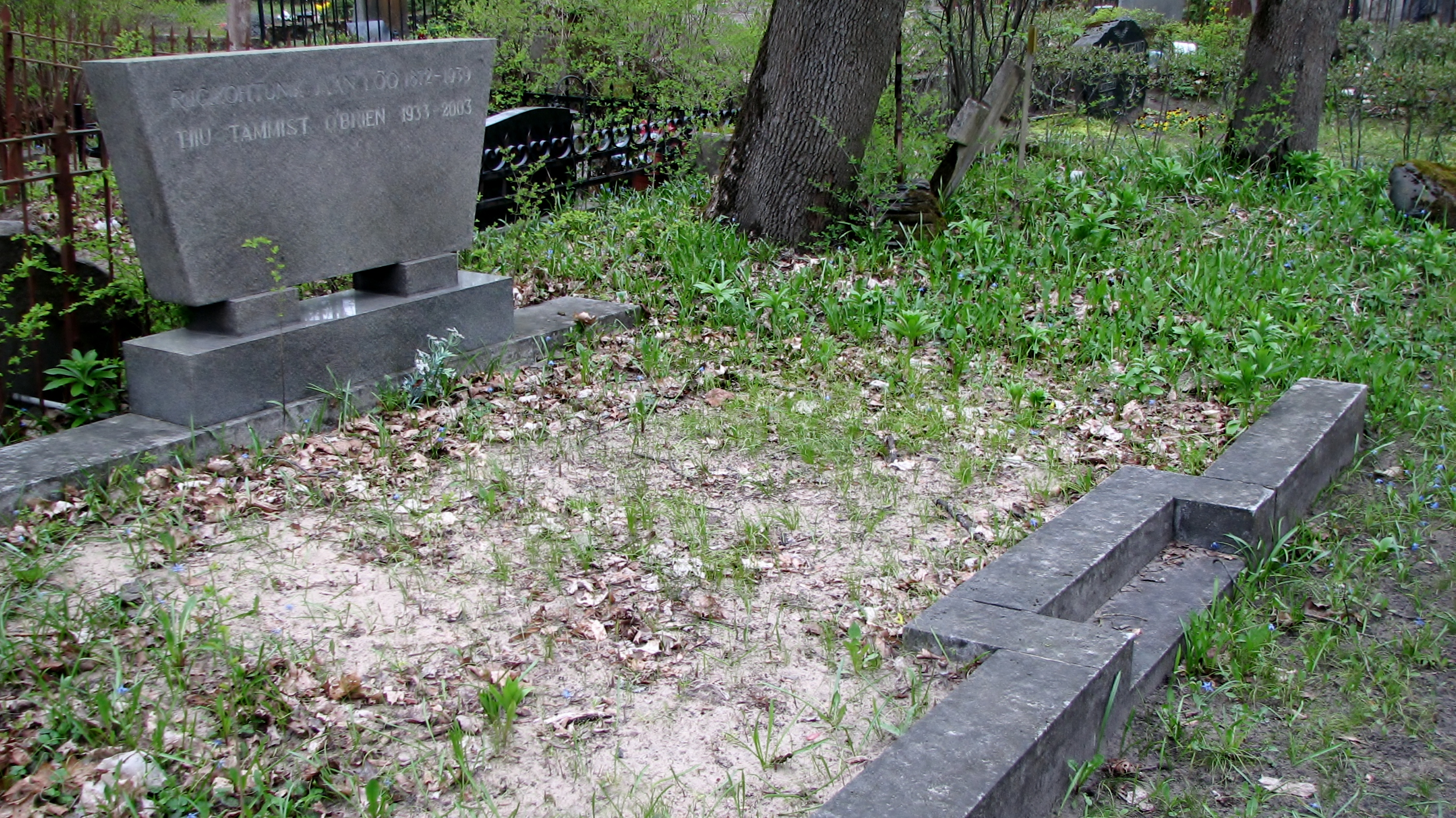
Могила Яана Лыо
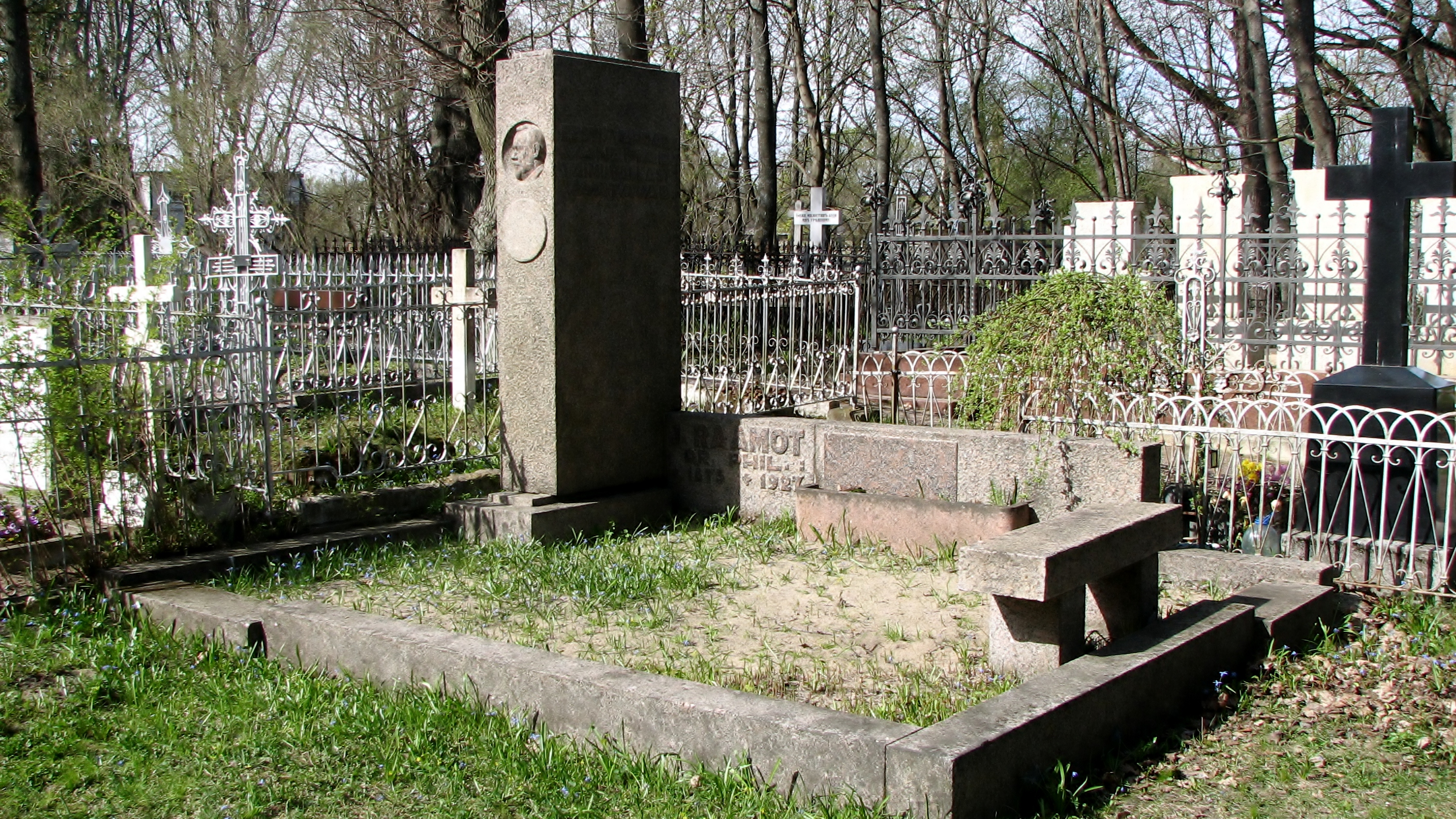
Могила Яана Раамота
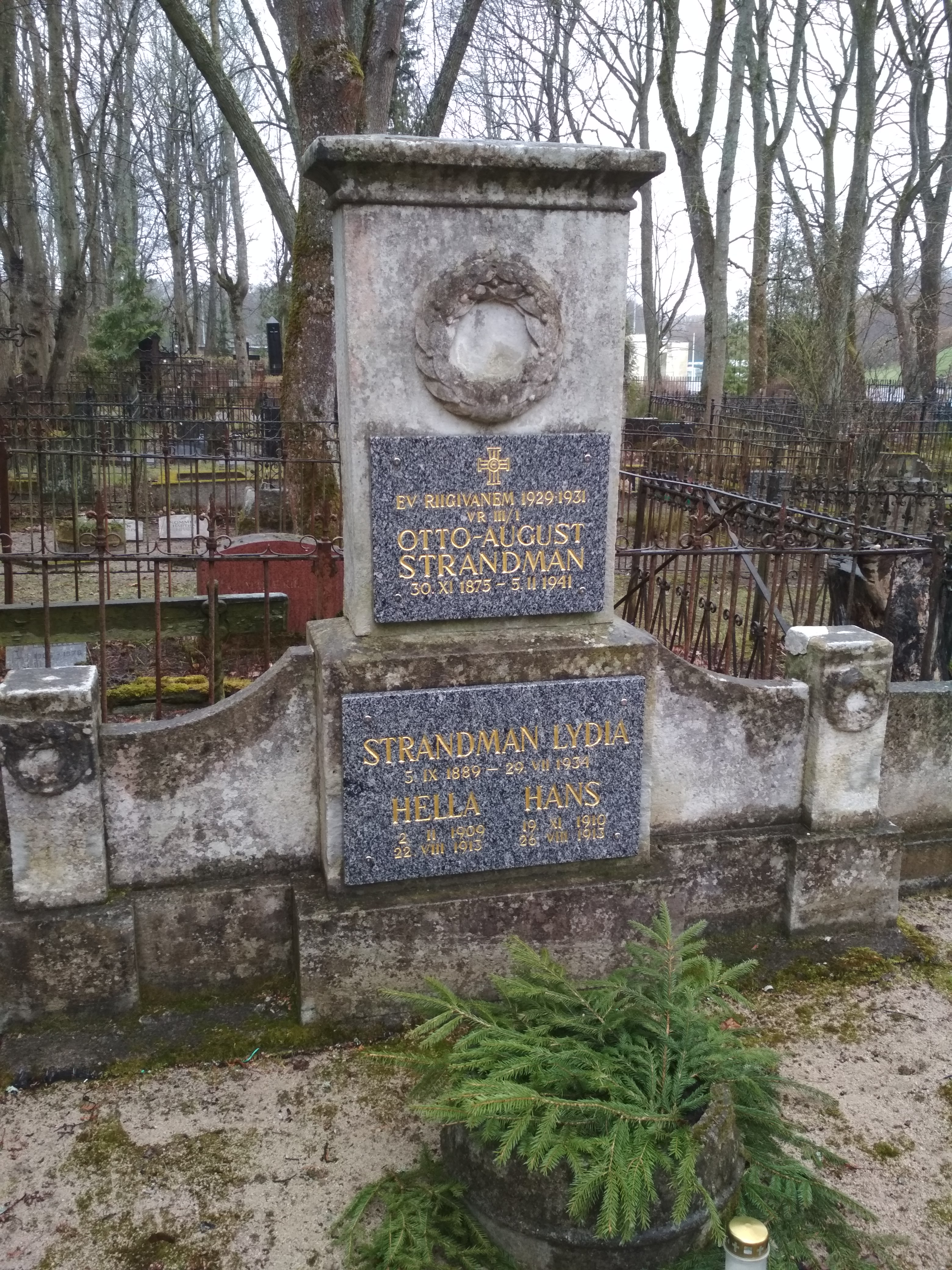
Могила Отто Аугуста Штрандмана

### Деятели культуры и спорта
- Велло Агори[эст.] (1894—1944) — эстонский карикатурист;
- Теодор Альтерман (1885—1915) — эстонский актёр, театральный режиссёр и продюсер;
- Отт Ардер (1950—2004) — советский и эстонский поэт, детский писатель и переводчик;
- Генрих Бауэр[эст.] (1874—1927) — эстонский деятель образования, школьный директор;
- Эрнест Браше (1873—1933) — российский спортсмен, бронзовый призёр Олимпийских игр 1912 года;
- Борис Валдек[эст.] (1920—2014) — спортсмен, тренер по фехтованию, заслуженный работник физической культуры Эстонской ССР;
- Юри Гаршнек (1939—1980) — советский кинооператор;
- Вера Ивановна Крыжановская (1957—1924) — русская писательница.
- Николай Кулль[эст.] (1894—1945) — эстонский художник;
- Мария Лайдонер (Крушевская)[эст.] (1888—1978) — пианистка, музыкальный педагог, супруга Йохана Лайдонера;
- Сергей Иванович Мамонтов (1877—1938) — русский и эстонский дирижёр и музыкальный педагог;
- Нил Мерянский (1847—1936) — русский актёр, издатель, редактор и публицист, коллежский асессор;
- Энн Мурдмаа[эст.] (1874—1957) — заслуженный учитель Эстонской ССР;
- Лийзи Оямаа[эст.] (1972—2019) — эстонская поэтесса, переводчица, литературный критик и редактор;
- Алексей-Йоханнес Пори[эст.] (1906—1947) — эстонский дирижёр и музыкант;
- Пеэтер Рамуль[эст.] (1881—1931) — эстонский пианист и музыкальный деятель;
- Владимир Сапожнин (1906—1996) — российский, эстонский и советский артист цирка и эстрады, музыкант, киноактёр, певец. Заслуженный артист Эстонской ССР.
- Игорь Северянин (1887—1941) — русский поэт;
- Арви Сийг (1938—1999) — эстонский и советский поэт, переводчик, редактор, публицист;
- Пеэтер Сюда (1883—1920) — эстонский композитор, органист, педагог;
- Карл Тарвас (1885—1975) — эстонский архитектор;
- Теодор Уссисоо[эст.] (1878—1959) — эстонский педагог, мебельщик, дизайнер интерьера и спортивный деятель;
- Валдур Химбек[эст.] (1925—1991) — эстонский советский актёр и кинорежиссёр;
- Карл Юнгхольц (1878—1925) — эстонский режиссёр, актёр, театральный педагог.

### Церковные деятели
- Арпад Ардер[эст.] (1922—1995) — эстонский баптистский священник;
- епископ Иоанн (1892—1966) — епископ Таллинский и Эстонский (1955—1961);
- епископ Исидор (1879—1949) — епископ Таллинский и Эстонский (1947—1949);
- Константин Кокла[эст.] (1878—1946) — православный священник;
- Николай Кокла[эст.] (1912—1983) — православный священник;
- митрополит Корнилий (1924—2018) — митрополит Таллинский и всея Эстонии, предстоятель Эстонской православной церкви Московского патриархата (1992—2018);
- Якоб Кукк[эст.] — епископ Эстонской евангелическо-лютеранской церкви (1920—1933);
- Александр Марипуу[эст.] (1885—1948) — православный священник;
- епископ Павел (1872—1946) — архиепископ Таллинский и Эстонский (1945—1946);
- Николай Пятс (1871—1940) — православный священник;
- Михаил Александрович Ридигер (1902—1962) — протоиерей Русской православной церкви, настоятель церкви Рождества Богородицы и иконы Казанской Божией Матери в Таллине. Отец Патриарха Московского и всея Руси Алексия II;
- Диониссий Самон[эст.] (1871—1950) — православный священник.

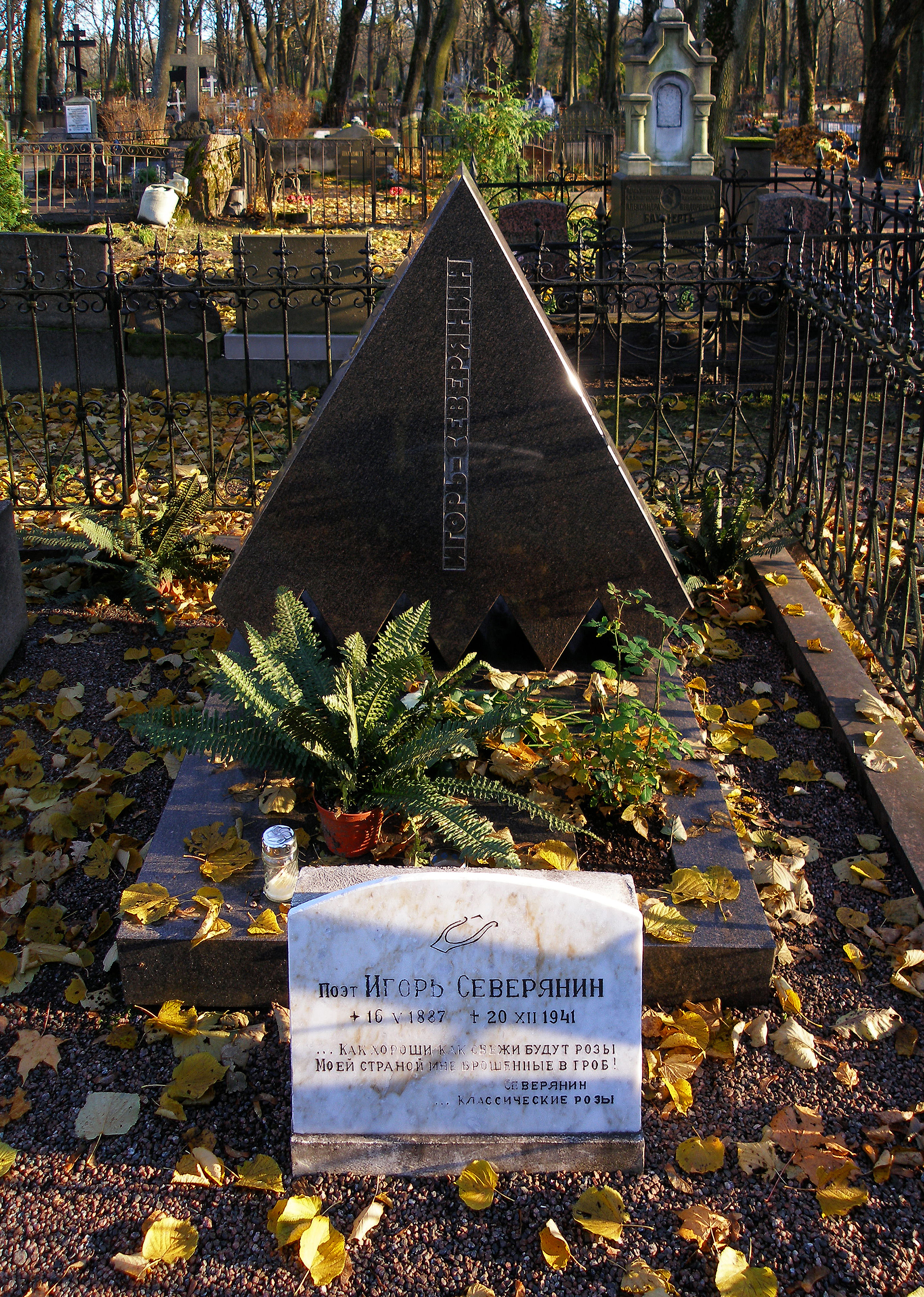
Могила Игоря Северянина
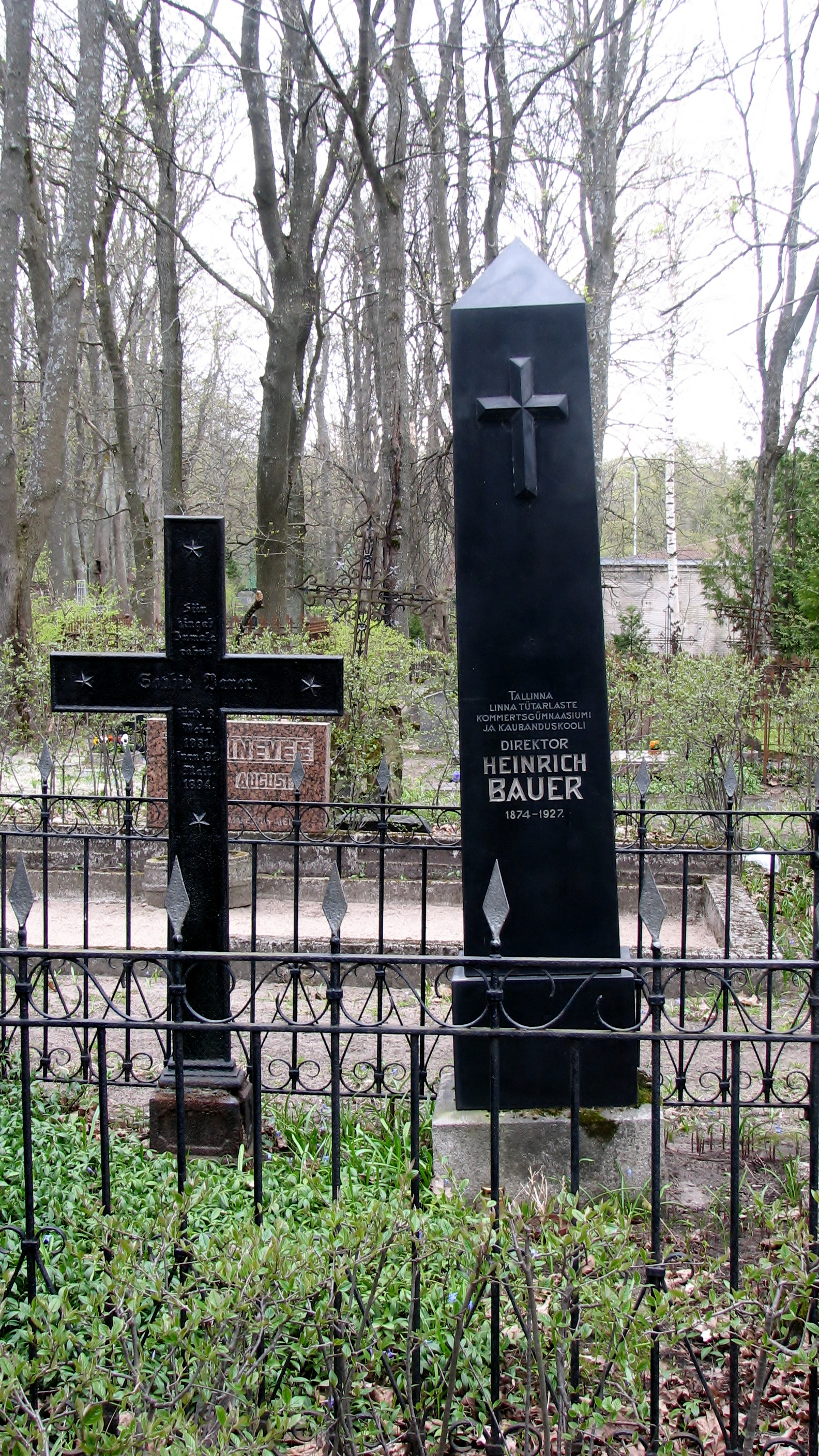
Могила Генриха Бауэра
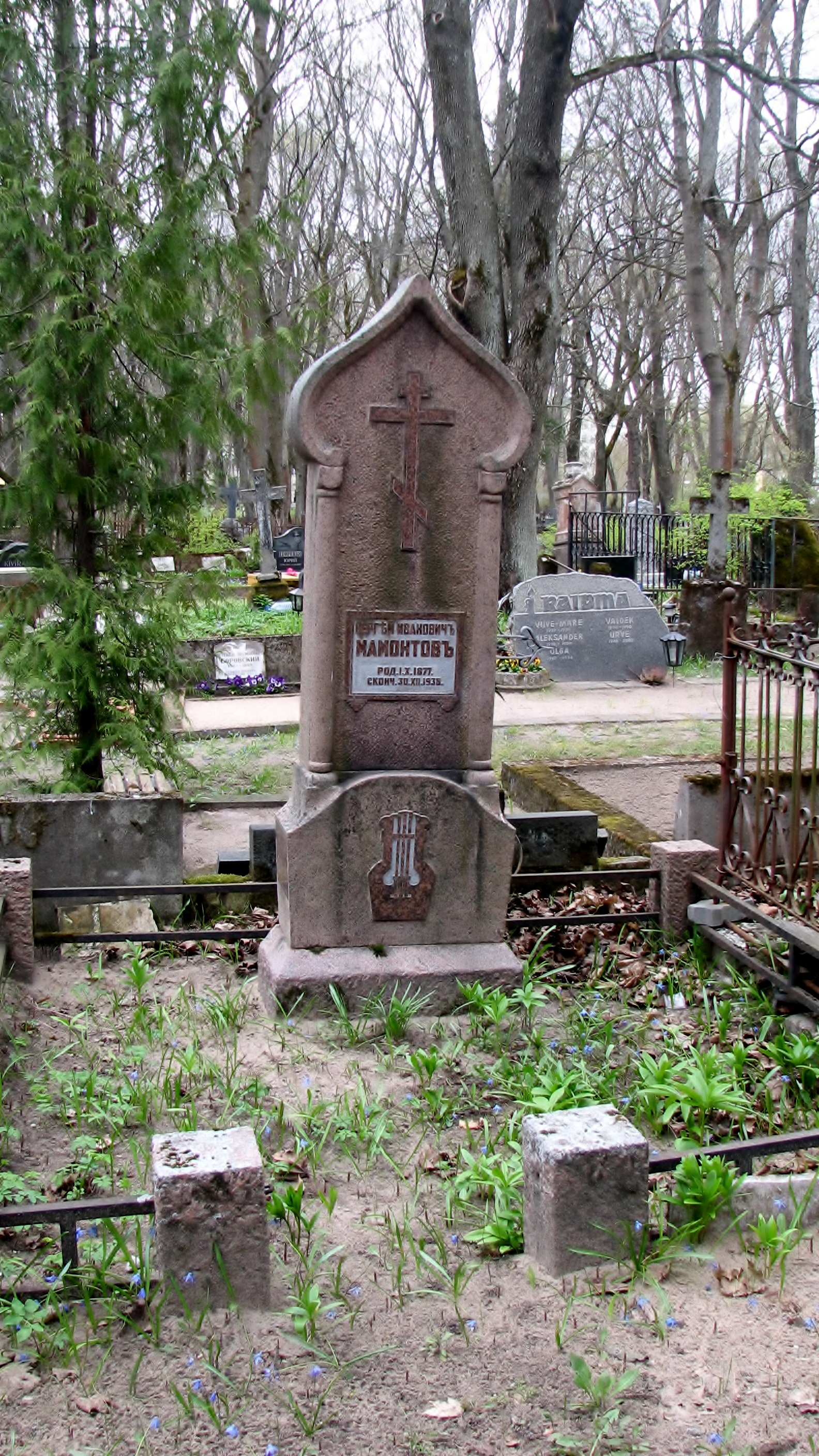
Могила Сергея Мамонтова
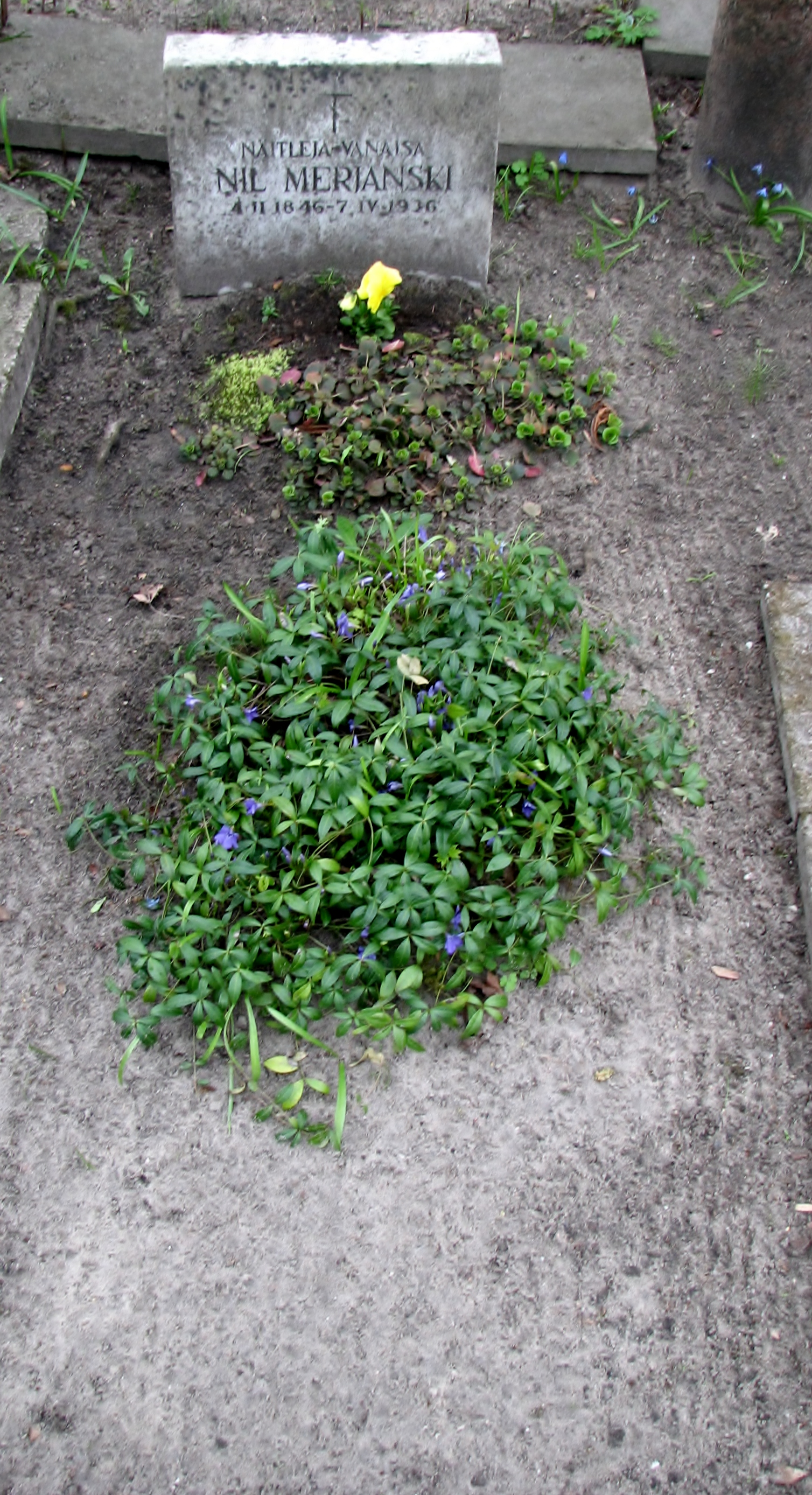
Могила Нила Мерянского
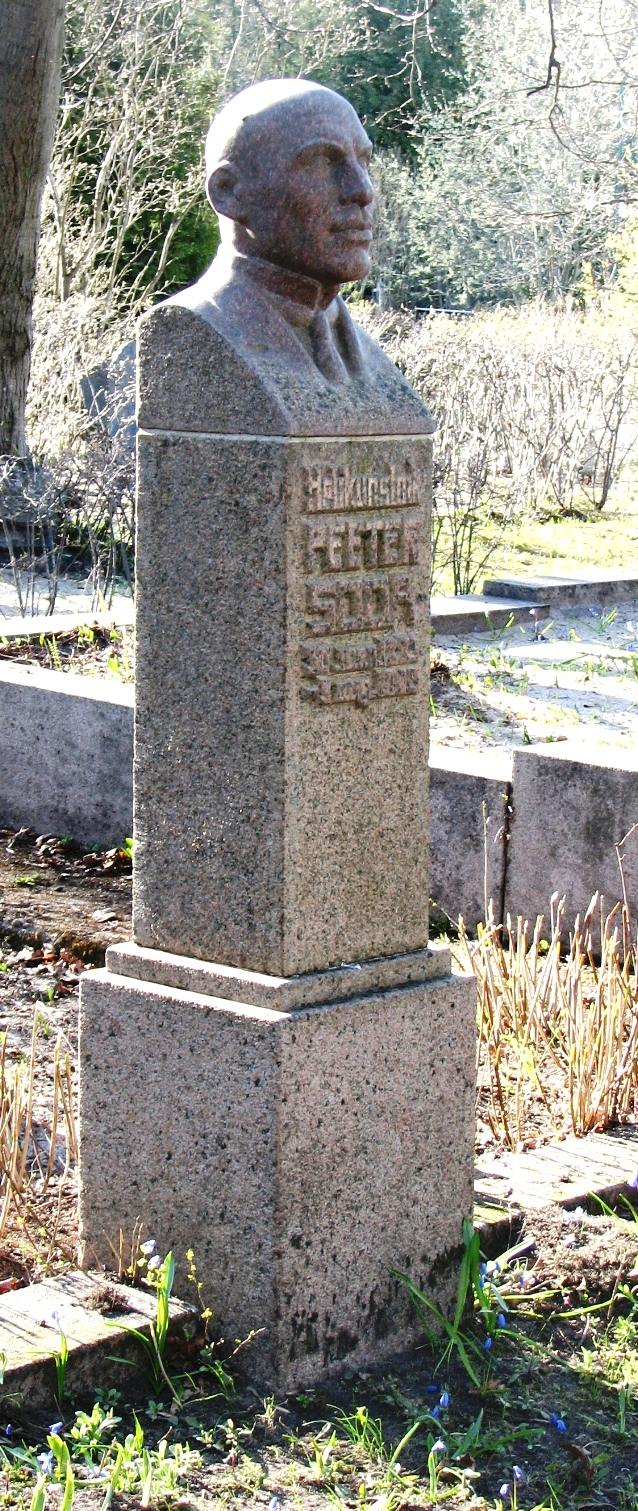
Могила Пеэтера Сюда
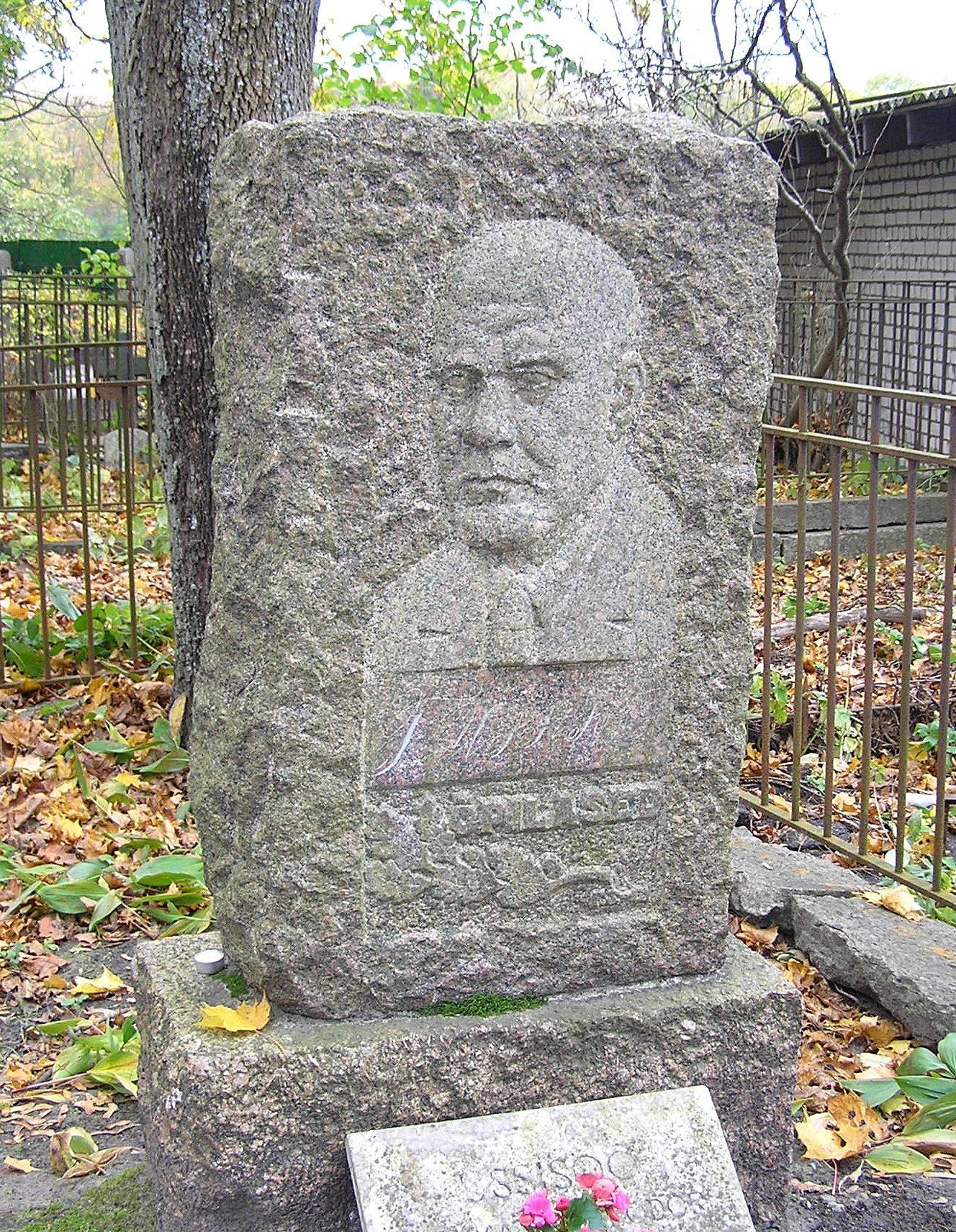
Могила Теодора Уссисоо
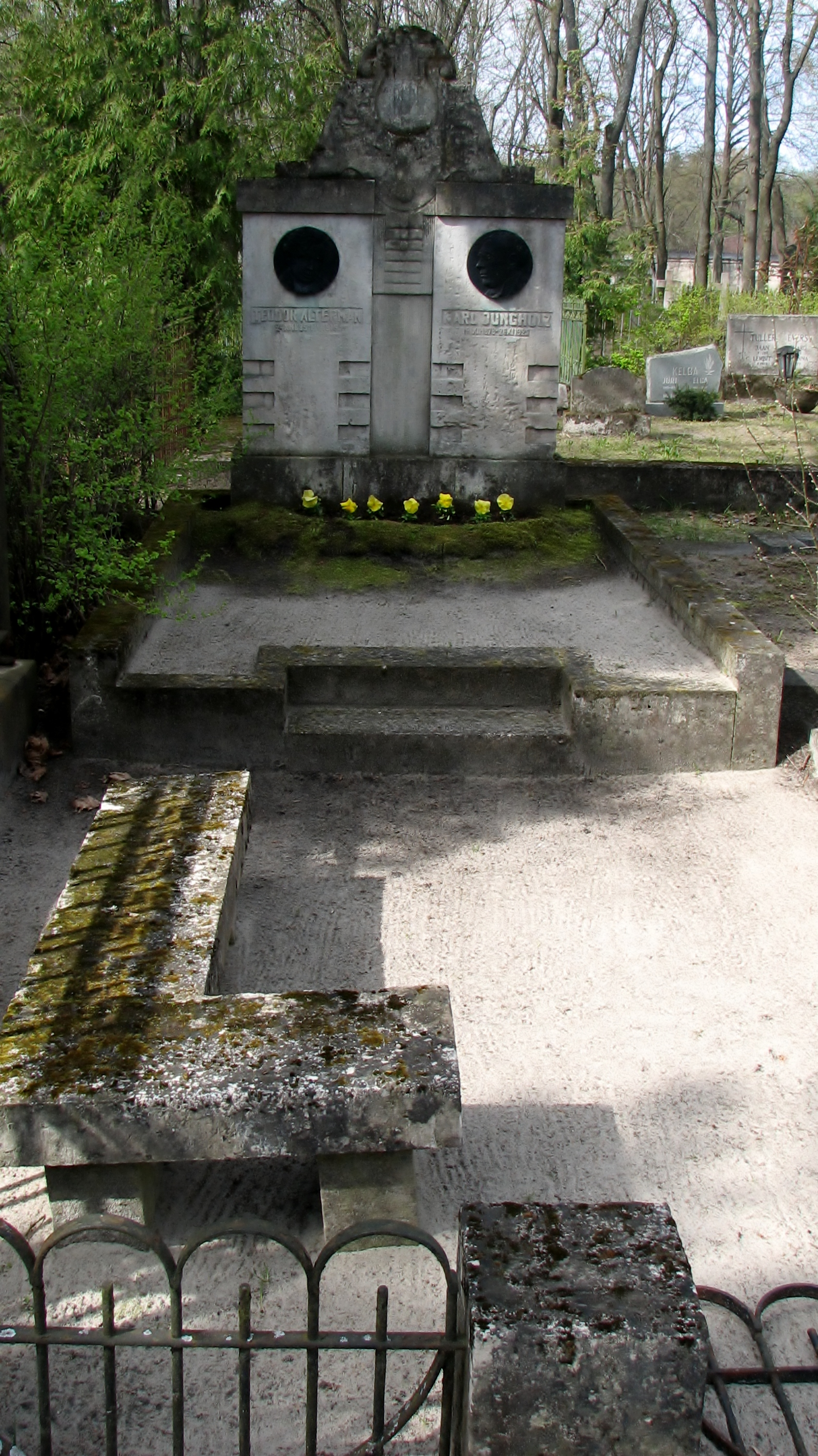
Могилы Карла Юнгхольца и Теодора Альтермана
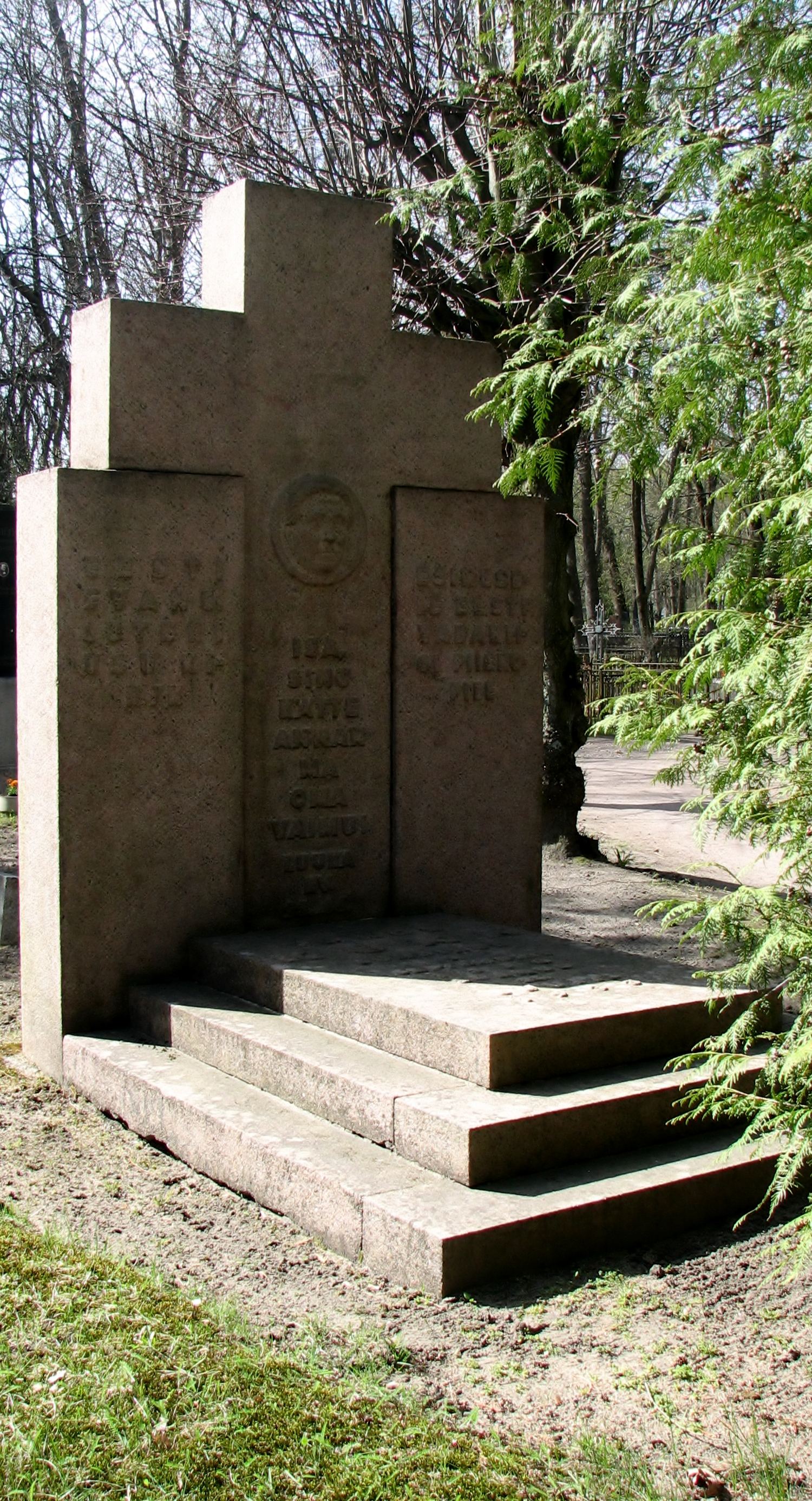
Могила Якоба Кукка

## Кенотафы
- Йохан Лайдонер (1884—1953) — офицер российской армии, эстонский военный и государственный деятель, главнокомандующий эстонской армией[8].
- Кристиан Каарна[эст.] (1882—1943) — журналист, политик, директор Банка Эстонии (1928—1940)[9].